# Здравље (лист)
Здравље је лист за лекарску поуку народу који је почео да излази у Сомбору 15. јануара 1880. године. Лист Здравље је покренуо Милан Јовановић Батут. Касније је лист излазио на Цетињу а онда и у Београду.

## Историјат
Др Милан Јовановић Батут је лекарску праксу започео у Сомбору 1878. године. У Сомбору је обављао лекарску праксу до 1880. године. У том периоду покренуо је лист Здравље са хигијенско-просветитељским садржајем. Уређивао га је и био главни сарадник. У сомборском периоду свог рада објавио је тринаест бројева овог листа, а његово издавање наставио је касније на Цетињу.
На позив кнеза Николе, средином 1880. године Милан Јовановић Батут одлази у Црну Гору где је радио као главни лекар и начелник санитетског одељења. Успео је и да настави са штампањем листа Здравље на Цетињу. Лист Здравље на Цетињу добија поднаслов "Лијечничке поуке народу" и први је стручни часопис у Црној Гори.
Лист тако бележи свој цетињски а касније и београдски период. Цетињски период листа је трајао до 1882. године, а од 1906. године је београдски период листа. 
Паралелно са ћириличним издањем на екавици, Здравље је штампано и латиницом и јужним дијалектом.

### Периодичност  и ток излажења
Лист је излазио два пута месечно 10. и 15. дана сваког месеца.
Године 1891. лист није излазио. 

### Изглед листа
Лист Здравље је штампан у формату 32 цм.

### Место издавања
Сомбор, Цетиње, Београд, 1880-1844.

### Штампарије и издавачи
Први бројеви су штампани у Сомбору, у штампарији Фердинанда Битермана.
Лист се затим штампа на Цетињу и на крају у Београду у Државној штампарији.